# Dead Rising 4
Dead Rising 4 (デッドライジング 4?, Deddo Raijingu 4) è un videogioco d'avventura e azione a tema survival horror del 2016 sviluppato dalla Capcom e pubblicato da Microsoft Studios. Quarto capitolo della serie Dead Rising, vede il ritorno del protagonista Frank West, ed è ambientato in una città fittizia del Colorado.
Il gioco è stato distribuito il 6 dicembre 2016 per Xbox One e per Microsoft Windows, mentre il 5 dicembre 2017 è stata pubblicata una versione per PlayStation 4 dal titolo Dead Rising 4: Frank's Big Package.

## Trama
Nel settembre 2021, Frank West, un ex fotoreporter che ora lavora come professore universitario, viene avvicinato da una delle sue studentesse, Vicky "Vick" Chu, che lo convince ad aiutarla a indagare su un complesso militare, situato alla periferia di Willamette, in Colorado. Una volta dentro, scoprono che il complesso viene utilizzato per la ricerca sugli zombi, ma vengono scoperti e sono quindi costretti a fuggire, con Frank etichettato come un fuggitivo dopo essere stato falsamente accusato dal governo.
Quattro mesi dopo, nel 2022, dopo Natale, Frank viene trovato da Brad Park, un agente della ZDC, che lo convince ad aiutarlo a indagare su un nuovo focolaio di zombi a Willamette, in cambio dei diritti esclusivi sulla storia, rivelando che Vick è già partita per indagare lei stessa sulla questione.
Proprio mentre arrivano a Willamette, l'elicottero di Frank e Brad viene colpito da un missile, costringendoli a fare un atterraggio di fortuna nel mezzo del centro commerciale. Dopo aver affrontato gli zombi, si scopre che sono stati infettati da un nuovo ceppo più aggressivo del parassita contro il quale i trattamenti precedenti, come Zombrex, risultano inefficaci. Frank alla fine scopre che un'organizzazione chiamata "Obscuris" è in città alla ricerca di una creatura mostruosa chiamata "Calder".
Frank riesce ad avvicinarsi a un camion degli Obscuris che trasporta Calder, ma si allontana, lasciandolo ad affrontare un tenente degli Obscuris. Dopo aver indagato nel laboratorio del dottor Russell Barnaby, il principale scienziato dietro l'epidemia di zombi a Santa Cabeza, in America centrale, Frank scopre che durante i suoi ultimi giorni Barnaby stava sviluppando modi per creare zombi con la loro intelligenza umana intatta prima che Carlito lo attirasse al Willamette Parkview Mall, provocandone la morte. Calder era una volta un soldato umano di Obscuris potenziato con un esoscheletro militare trasformato accidentalmente in un mutante simile a uno zombi intelligente, ma violentemente psicotico, che ha scaricato i dati di Barnaby su un disco che porta sempre con sé. Frank si ritrova a dover affrontare Calder per recuperarlo.
Frank in seguito invade la base di Obscuris e affronta il leader dell'organizzazione, Fontana, e quello responsabile dell'abbattimento dell'elicottero che trasportava lui e Brad. Fontana rivela che il loro gruppo non era responsabile dell'epidemia. Invece sono stati assunti da un cliente sconosciuto per ottenere i dati di Calder, cercando di utilizzare la ricerca sugli zombi intelligenti per produrre manodopera a basso costo per fabbriche e piantagioni nei paesi in via di sviluppo. Il loro confronto viene interrotto da Calder, che uccide Fontana. Dopo aver salvato diversi sopravvissuti da un gruppo di sopravvissuti psicotici, Frank insegue Calder fino alle fogne, dove ruba il disco e trasferisce i dati alla sua fotocamera. Vick appare con una pistola, costringe Frank a darle la sua macchina fotografica e fugge dopo aver distrutto il disco.
Dopo la battaglia, Vick rivela a Frank di aver preso la scheda SD della fotocamera, contenente tutti i dati del disco, e si riconciliano, accettando di condividere il merito della storia. Frank, Vick e Brad partono per il tetto per essere estratti in elicottero, ma un'enorme orda di zombi li insegue lungo la strada. Brad e Vick raggiungono l'elicottero, ma Frank viene afferrato mentre si sta imbarcando e, incapace di liberarsi dalla loro presa, si sacrifica in modo che Vick e Brad possano scappare.

## Gameplay
Dead Rising 4 è un gioco di azione e avventura con l'obiettivo di esplorare l'ambiente e combattere contro orde di non morti. A differenza dei suoi predecessori, il gioco non presenta una sfida a tempo o un gameplay cooperativo della storia. Come per gli altri giochi della serie, il gioco presenta un'ambientazione open world.
I controlli sono stati progettati per essere più snelli, con pulsanti separati per il tiro e gli attacchi in mischia. Qualsiasi oggetto può essere raccolto e utilizzato come arma, alcuni sono più efficienti di altri. Frank può salire di livello con un sistema di esperienza chiamato Punti Prestigio (PP). Ritorna lo scatto di fotografie da Dead Rising , con una modalità selfie e visione notturna in più. La telecamera viene utilizzata anche per trovare indizi durante le missioni.
Ogni regione ha un numero di case sicure che devono essere libere da zombi per sbloccare le missioni nelle vicinanze. Le case sicure possono essere aumentate di livello completando le missioni secondarie, che a loro volta danno più cose da acquistare. Gli zombi non sono gli unici nemici nel gioco, poiché Frank affronterà anche soldati armati di fucili.

### Frank Rising
In questo contenuto scaricabile rilasciato nell'aprile 2017, Frank, dopo essere caduto dall'elicottero, viene mangiato per metà dagli zombi, ma all'improvviso, dopo che tutti gli zombi se ne sono andati, le vespe sperimentali infettano Frank, convertendolo in uno zombi evo. Questo gli dà nuove abilità come sputare acido, balzare e ruggire. Dopo aver acquisito tutte queste nuove abilità, Frank inizia a mangiare umani e zombi. Nel Willamette Mall, Frank viene colpito e portato al laboratorio di Barnaby dove gli viene restituito il controllo del suo corpo, ma perde tutti i suoi poteri. Il dottor Blackburne, lo scienziato di Obscuris che cura Frank, gli dice che i militari hanno in programma di bombardare Willamette. L'unico modo per sopravvivere è salire sull'elicottero di evacuazione che arriverà a breve.
Blackburne dice anche a Frank che potrebbe riguadagnare tutti i suoi poteri assorbendo le vespe presenti negli evo zombi. Frank chiede una cura, con la quale Blackburne accetta di aiutarlo se raccoglie provviste per lei. Blackburne in seguito incrocia Frank, ma lui la minaccia di continuare a collaborare. Blackburne spiega che ha bisogno di entrare nel laboratorio di Barnaby ma non può a causa degli alti livelli di radiazioni. Frank alla fine viene guarito con successo da un essere umano ed è in grado di scappare con Blackburne nell'elicottero di evacuazione.
Se Frank non raccoglie tutte le vespe speciali durante il gioco, Frank scappa da solo con Blackburne e si ritira dal giornalismo, trascorrendo il resto della vita nel timore di diventare di nuovo uno zombi. Se lo fa, Hammond e la sua squadra scappano con loro e Frank diventa di nuovo famoso, scrivendo un libro sulla sua esperienza di zombi che diventa un bestseller ed espone il coinvolgimento del governo con Obscuris con l'aiuto di Vick. Se il giocatore esaurisce il tempo durante "The Cases", la storia si conclude con un salvataggio fallito a causa del bombardamento comandato dal governo degli Stati Uniti per impedire che l'epidemia di zombi si diffonda in tutto lo stato.

## Sviluppo
Nel 2014, Dead Rising 4 è stato originariamente concepito come un riavvio della serie Dead Rising, sviluppata presso Capcom Vancouver in collaborazione con Microsoft. Il gioco, nome in codice Climber, doveva essere un'esclusiva Xbox One ispirata a The Last of Us. Questa versione originale del gioco è stata scartata da Capcom Japan nell'estate 2014, portando al riavvio del progetto con Frank West come personaggio principale.
Nel gennaio 2016, Capcom Vancouver ha annunciato che stava lavorando a due nuovi progetti open world. Il gioco è stato annunciato alla conferenza Microsoft dell'E3 2016 con un trailer e 12 minuti di gioco.
Terence J. Rotolo non è tornato a doppiare Frank West, che è stato invece interpretato da Ty Olsson (accreditato nel gioco come Victor Nosslo). Il gestore patrimoniale di Dead Rising Trant Lee-Aimes ha dichiarato: "Volevamo lavorare con qualcuno per fornire una versione più vecchia e brizzolata di Frank in questa fase". Questo cambiamento si è rivelato controverso tra alcuni fan, portandoli a presentare una petizione allo sviluppatore per ripristinare Rotolo come West.

## Accoglienza
Dead Rising 4 ha ricevuto recensioni "miste o nella media" dalla critica, secondo Metacritic.
A Brandin Tyrrel di IGN è piaciuto il nuovo Frank West e l'interpretazione del gioco del consumismo natalizio, così come la "presentazione dettagliata e l'attenta considerazione che hanno avuto sia sull'ambientazione che sulla storia". Tyrrel ha ritenuto che Capcom avesse bilanciato l'assurdità del gameplay con intelligenza e sentimento, ma in particolare ha trovato i rifugi troppo semplici e deludenti, scrivendo che "gli sarebbe piaciuto vedere entrare in gioco una sorta di sistema di difesa dei rifugi". Jeff Cork di Game Informer ha elogiato in modo simile il gameplay, scrivendo che Capcom Vancouver "ha infuso la serie con nuove idee e alcune delle migliori azioni che ha avuto in un decennio". Cork ha ritenuto che la trama fosse un po' meccanica ed è rimasto deluso dai "maniaci" nuovi e originali ma insipidi e generici (che fungono da boss del gioco e sostituiscono gli psicopatici dei giochi precedenti) e dalla mancanza di una campagna cooperativa, ma ha elogiato le nuove funzionalità di gioco, come i miglioramenti della telecamera e l'exo-suit, nonché i miglioramenti alla mappa rispetto alla mappa di Dead Rising 3. Al contrario, Sam Prell di GamesRadar+ ha scritto che "la maggior parte di Willamette è una sfocatura assonnata e poco entusiasmante" e ha ritenuto che la storia mancasse di un boss finale soddisfacente e che troppi obiettivi fossero ripetitivi. Ha riconosciuto che ad alcuni giocatori potrebbero non piacere i cambiamenti all'aspetto e alla voce di Frank West, ma ha scritto che "ha la stessa personalità intelligente con un cuore d'oro che ha sempre avuto" e "vale ancora la pena di tifare per lui". Prell ha ritenuto che la rimozione del timer presente nei giochi precedenti fosse un "fantastico miglioramento" e ha scritto che insieme alla semplificazione dei boss e dei punti di salvataggio del gioco, Dead Rising 4 era una "voce più casual e accomodante rispetto ai suoi fratelli maggiori", ma alla fine credeva di far bene più di quanto abbia effettivamente fallito.
Scrivendo una recensione meno positiva, Chris Carter di Destructoid ha scritto che, sebbene gli piacessero le animazioni simili a fumetti del gioco e il tono campy, sembrava che "ci fosse stato un impegno concertato". Non gli piaceva il nuovo Frank West, che gli ricordava un Ash Williams meno interessante, e "non gli piaceva che il timer fosse stato rimosso nella modalità principale". Sentiva che la mancanza di cooperativa della trama e punti di salvataggio specifici erano comprensibili, ma la rimozione del sistema del timer ha annullato la tensione e ha ritenuto che fosse "una mossa squallida" di Capcom Vancouver riportare tale modalità nel DLC a pagamento "Frank Rising". Scrivendo per GameSpot, Scott Butterworth ha ritenuto che "[per] un gioco incentrato sull'omicidio insensato di zombi, la narrazione è straordinariamente abile", e la relazione di Frank e Vick era sfumata e credibile. Butterworth credeva che "la giustapposizione di massacro e stupidità di Dead Rising crea un mondo memorabile", e ha riassunto la sua recensione scrivendo che, nonostante la formula del massacro di zombi della serie si sia un po' assottigliata dopo tutti questi anni, la "storia sorprendentemente ben realizzata, […] nuove armi combo e ampi elementi del mondo aperto [...] trasformano Dead Rising 4 in un popcorn di intrattenimento esagerato che cattura gli elementi migliori della serie.". Tuttavia hanno riconosciutole il pensiero dei giocatori di Dead Rising di lunga data che sono stati scoraggiati dai cambiamenti apportati da Dead Rising 4, come la rimozione del sistema del timer, la sostituzione del doppiatore di Frank West e il suo nuovo aspetto, e il tono più comico del gioco, ma non ha potuto fare a meno di trovarlo "un gioco dannatamente bello, dannatamente divertente, dannatamente divertente però".
Ad aprile 2017, il gioco aveva venduto meno di un milione di copie, al di sotto delle aspettative di Capcom di due milioni.
Ben "Yahtzee" Croshaw di Zero Punctuation ha classificato sia il gioco che Frank's Big Package al terzo posto nella sua lista dei cinque peggiori giochi del 2017, definendoli "uno speciale natalizio sobrio e sdolcinato di un capitolo di Dead Rising senza nulla di ciò che ha reso Dead Rising quello che è."

### Sequel cancellato
Un sequel del gioco, intitolato Dead Rising 5, era in fase di sviluppo presso Capcom Vancouver. Il gioco era ambientato tra Dead Rising 2 e Dead Rising 3 e avrebbe seguito le avventure di Chuck e Katey Greene in Messico. Il progetto è stato cancellato quando Capcom Vancouver ha chiuso nel settembre 2018.